# Toponica (gmina Žitorađa)
Toponica (cyr. Топоница) – wieś w Serbii, w okręgu toplickim, w gminie Žitorađa. W 2011 roku liczyła 269 mieszkańców.